# Цвизельберг
Цвизельберг (нем. Zwieselberg) — деревня в Швейцарии, в составе коммуны Ройтиген округа Тун кантона Берн.
Население составляет 318 человек (на 31 декабря 2022 года).
До 2023 года являлась самостоятельной коммуной. Официальный код — 947. Площадь 2.46 км².
1 января 2024 года вошла в состав коммуны Ройтиген.